# Окна-де-Жос
Окна-де-Жос (рум. Ocna de Jos) — село у повіті Харгіта в Румунії. Входить до складу комуни Прайд.
Село розташоване на відстані 244 км на північ від Бухареста, 55 км на захід від М'єркуря-Чука, 120 км на схід від Клуж-Напоки, 103 км на північ від Брашова.

## Населення
За даними перепису населення 2002 року у селі проживала 1661 особа, з них 1660 осіб (99,9%) угорців. Рідною мовою 1660 осіб (99,9%) назвали угорську.